# Gare Lake Shore and Michigan Southern (Ashtabula, Ohio)
La Gare Lake Shore and Michigan Southern est une gare ferroviaire de passagers située à Ashtabula, Ohio, aux USA.

## Situation ferroviaire
À partir de 2012, le dépôt est utilisé comme une maison de signal pour CSX Transportation.

## Histoire
La gare a été construite en 1901 par la Lake Shore and Michigan Southern Railway pour remplacer un dépôt plus vieux sur la même ligne. La gare est située sur la Trente-deuxième rue Ouest.

## Service des voyageurs
Gare fermée aux voyageurs. 